# Татаупа темноголовий
Татаупа темноголовий (Crypturellus atrocapillus) — вид птахів родини тинамових (Tinamidae).

## Поширення
Вид поширений на південному сході Перу, півночі Болівії та заході Бразилії. Мешкає у вологих лісах в субтропічних і тропічних регіонах на висоті до 900 м над рівнем моря.

## Опис
Птах завдовжки від 28 до 31 см. Спина, крила та крупа бурі з чорнуватими плямами; на кроні у нього є чорна пляма; підборіддя і горло червонувато-коричневі; основа шиї та груди темно-сірі; нижня частина тіла забарвлена в іржаво-коричневий колір. Дзьоб темно-коричневий або чорний. Ніжки яскраво-червоні. Самиця має помітні чорні смужки на крупі і верхній частині.

## Спосіб життя
Харчується переважно плодами, які збирає на землі та в низьких кущах. Він також харчується дрібними безхребетними, квітковими бруньками, молодим листям, насінням та корінням. Гніздо облаштовує на землі серед густої рослинності. Самці відповідають за інкубацію яєць, які можуть бути від кількох самиць. Також самці доглядають за пташенятами доки вони не стануть самостійними, зазвичай на 2-3 тижні.